# Maestà di Cortona
La Maestà di Cortona è un dipinto a tempera e oro su tavola (126x83 cm) di Pietro Lorenzetti, databile al 1315-1320 circa e conservato nel Museo diocesano di Cortona. È firmato lungo il bordo inferiore.

## Storia e descrizione e stile
L'opera, già nel Duomo di Cortona, è vicina stilisticamente alla Madonna in trono col Bambino tra otto angeli (datata 1340), anche se alcuni dettagli appaiono qui più arcaici, per cui è riferita a qualche anno prima.
La Madonna col Bambino è in Maestà, cioè in trono, attorniata da quattro angeli divisi in due coppie simmetriche ai lati. Il trono, che imita il marmo, è ampio e disposto secondo una prospettiva centrale intuitiva, tipica delle ricerche spaziali di quegli anni. L'artista si concentrò nella resa della luce, che illumina i vari elementi in rilievo o rientranti in maniera diversa a seconda di dove si trovano. Il bracciolo sinistro, ad esempio, è per lo più in ombra, mentre quello destro è illuminato. 
Madre e figlio instaurano un amorevole colloquio sottolineato dal contatto visivo e fisico, col Bambino che poggia la piccola mano sulla spalla della Vergine, e lei che, con le mani dalle dita lunghe e affusolate, lo sorregge e gli carezza il petto.
Il manto di Maria, dal compatto volume azzurro, si increspa lungo il bordo dorato, scoprendo una piccola parte della fodera di pelliccia di vaio, e generando un elegante ritmo lineare, dal lato sinistro verso quello destro. 
Gli angeli sono simmetrici, dipinti ribaltando un medesimo cartone, con leggere differenze, secondo un procedimento tipico dell'epoca.